# Pedras de Källby
As Pedras de Källby (em sueco:  Källby hallar; pronúncia aproximada chélbi-halar) são duas pedras rúnicas da povoação de Källby, colocadas frente a frente nos dois lados do velho caminho real entre Lidköping e Götene, na proximidade do lago Vänern. Uma delas tem caráter pagão e a outra cristão As duas pedras refletem a rivalidade entre os adeptos do paganismo nórdico antigo e os adeptos do cristianismo, na época da Era Viquingue em que a religião cristã estava penetrando na Suécia e substituindo os velhos deuses locais.

## Texto e gravuras
A pedra do lado Norte apresenta uma imagem de um homem apertando o cinto, talvez representando o deus Tor com o seu cinturão mágico Megingjord, e a frase ”Styråke colocou aqui esta pedra em memória de Caur, o seu pai.”
A pedra do lado Sul apresenta uma grande cruz e o texto ”Ulvo e Ragnar, os dois levantaram esta pedra em memória de Fare, o seu pai... um homem cristão. Ele tinha muita fé em Deus.”